# Елија Капитолина
Елија Капитолина (лат. Aelia Capitolina, пуни назив лат. COLONIA ÆLIA CAPITOLINA) је био римски град који је подигнут на рушевинама Јерусалима. Град је добио име по римском цару Хадријану.

## Име
Елија (лат. Aelia) је дошла од Хадријановг имена, док је Капитола (лат. Capitolina)
значило да је нови град посвећен Јупитеру Капитолу, чији је храм саграђен на мјесту негадашње јеврејског храма, на Храмовој гори. Арапски назив Илија (арап. إلياء) је изведен од латинског назива Aelia, и то је био један од раних арапских назива за Јерусалим.

## Оснивање
Јерусалим је разорен након опсаде Јерусалима 70. године. Шест десетљећа након тог догађаја главни град Јудеје је остао ненасељен, што је Хадријан примјетио током својих путовања по источим крајевима царства. Када је обећао да ће обновити рушевине Јерусалима 130. године, сматрао је да ће обновљени град бити поклон јеврејском народу. Међутим, када је Хадријан посјетио Јерусалим речено му је да би обнова Другог храма охрабрила нове побуне, стога је одлучио да град обнови као римску колонију у којој би били насељени легионарима.
Бар Кохба побуна, која је трајала 3 године, је разбјесњела Римљане, а Хадријан је одлучио да протјера јудаизам из провинције. Забранио је обрезивање, а провинција Јудеја је преименована Сирија Палестина и Јеврејима (обрезаним мушкарцима) је забрањен улазак у град под претњом смрти.